# Eduard Berenguer i Comas
Eduard Berenguer i Comas (Palma, Illes Balears 1947 - Barcelona, Principat de Catalunya 2012) fou un economista mallorquí, catedràtic de teoria econòmica a la Universitat de Barcelona. Fou membre del Comitè de Govern d'Unió Democràtica de Catalunya, com a independent.
Es llicencià i posteriorment es doctorà en Ciències Econòmiques a la Universitat de Barcelona. Va ser professor titular del Departament de Teoria Econòmica. Obtingué primer una càtedra en Fonaments de l'Anàlisi Econòmica a la Universitat d'Extremadura, i el 1991 guanyà la càtedra en Fonaments de l'Anàlisi Econòmica a la Universitat de Barcelona. Fou director del departament de Teoria Econòmica del 1994 al 2000. També va ser director de la revista acadèmica Cuadernos de Economía Arxivat 2013-02-14 a Wayback Machine..
Especialitzat en Macroeconomia. Va fer les primeres aplicacions a Espanya i Europa de la Comptabilitat Generacional, una tècnica desenvolupada per Kotlikoff als anys noranta per a l'anàlisi de la sostenibilitat de l'Estat del Benestar. També té treballs de recerca en l'àmbit de l'Economia de la salut, l'economia pública i les finances. Articulista habitual de la Vanguardia, i col·laborador en mitjans de comunicació com Catalunya Ràdio, els seus articles sobre la crisi econòmica del 2008 a la Vanguardia van ser particularment premonitoris, i han estat recollits en el llibre "Raíces de la crisis económica" (2015)
Fou catedràtic de Teoria Econòmica i Investigador del Centre d'Anàlisi Econòmica i de les Polítiques Socials i membre de la Societat Catalana d'Economia, filial de l'Institut d'Estudis Catalans.